# Himeriosz
Himeriosz (latinul: Himerius), (315 körül – 386 körül) ókori görög szofista filozófus, szónok.
A bithüniai Pruszából származott. Athénben működtetett szónokiskolát, amelyet többek közt Nazianzi Szent Gergely és Nagy Szent Vazul egyházatyák is látogattak. Egy ideig Julianus Apostata császár titoknoka volt Antiokheia városában. Napjainkban már csak 24 beszéde ismert (a IX. századi Phótiosz püspök még 71-et ismert), amelyek mind alkalmi beszédek vagy iskolai gyakorlatok. Ezeknek jelentőséget a mai kutatók számára különösen a régi költők elveszett költeményeinek beléjük szőtt tartalomjegyzékei adnak.